# SoZ
SoZ – Sozialistische Zeitung war eine von 1986 bis 2008 in Köln erschienene politische Monatszeitung linkssozialistischer Ausrichtung. 

## Geschichte
Die SoZ erschien ursprünglich als Parteiorgan der 1986 gegründeten Vereinigten Sozialistischen Partei (VSP), die sich 1993 in die Vereinigung für sozialistische Politik und später in den Verein für solidarische Perspektiven (VsP) umwandelte. Der VsP war weiterhin formell die SoZ tragende Institution. Viele seiner Mitglieder gehören, bedingt durch die Entstehungsgeschichte der VSP, zugleich der Vierten Internationale an. Die SoZ pflegt daher in gewissem Umfang eine trotzkistische Tradition, versteht sich jedoch nicht als Richtungsorgan einer bestimmten Strömung, sondern wendet sich als pluralistische Plattform für Hintergrundberichte und Diskussionen – mit deutlicher Tendenz zur Unterstützung der Linkspartei – an ein breites Publikum aus Gewerkschaften und sozialen Bewegungen. Eingeschränkt wird der pluralistische Charakter nur dadurch, dass Auslandsberichte in der Regel von Mitgliedern der befreundeten Sektionen der Vierten Internationale bezogen werden und daher meist einseitig deren Sicht darstellen.
Die 2002 vollzogene Umstellung von zweiwöchentlichem auf monatliches Erscheinen hat den Schwerpunkt von aktueller Berichterstattung stärker auf Hintergrundanalyse verschoben.
Zusätzlich erschien dreimal im Jahr als Beilage das Magazin Sozialistische Hefte mit internationalen Theorie-Beiträgen. Auch hier war ein Übergewicht von Diskussionskontexten der Vierten Internationale zu beobachten. Nach Einstellung der Hefte nach 17 Ausgaben im Jahr 2008 erscheint regelmäßig die Zeitschrift Emanzipation.
Die Zeitung wurde laut Aussage der jungen Welt vom Oktober 2011 von etwa 900 Lesern abonniert, je Druckausgabe werden zudem ungefähr 1000 Exemplare verkauft. Sie war eine Kooperationspartnerin des Internetportals Linksnet.